# E&Y
株式会社E&Yは 家具やプロダクトの編集と開発、製作及び販売を行う日本のファニチャーレーベル。
1985年に福岡で設立され、現在は東京に拠点を移し、世界中のデザイナーと共にミラノやロンドン、東京などの国内外で50作品以上のコレクションを発表している。

## 概要
日本のデザインファニチャーを先導してきた草分け的な存在で、各国で活躍する新鋭デザイナーとともに斬新で新鮮なプロダクトを世に送り出してきている。MoMAやロンドンデザインミュージアム、パリ装飾芸術美術館、スウェーデン国立美術館などの収蔵作品として選出された作品も多数。
また、デザイナーやアーティスト、建築家と共に、プロジェクトの為のアーティスト作品やオリジナルプロダクトの開発も行っている。

## 沿革
- 1985年 - 有限会社イー・アンド・ワイ設立（福岡）
- 1987年 - インテリア事業部開始
- 1989年 - 福岡ギャラリーオープン
- 1991年 - 東京ギャラリーオープン
- 1993年 - 東京ギャラリー移転
- 1994年 - 香港にインテリアショップ現地法人NU concepts Ltd.設立
- 1995年 - ロンドン現地法人MY022 Ltd.スタジオオープン
- 1998年 - 東京ギャラリー移転
- 1998年 - 大阪ギャラリーオープン
- 2001年 - 有限会社イー・アンド・ワイ（福岡）よりインテリア事業東日本部門分離、有限会社イーアンドワイ設立（東京）
- 2003年 - 株式会社アバハウスインターナショナルと株式会社コレックス設立、 目黒区青葉台「collex LIVING」共同プロデュース
- 2007年 - 有限会社イーアンドワイより商号変更し、株式会社E&Y設立、 目黒区駒場にショールームオープン